# East cloud
east cloud（イースト・クラウド）は日本の音楽バンド。現在は活動休止中。

## 来歴
シャ乱Qの内部ユニット「スーパー!?テンションズ」が、1998年にしゅうの脱退により活動停止した事を受け、再スタートを切る為に結成。ボーカルには新人だった大西さちこを迎え入れた。

## メンバー
- 大西さちこ（愛称：さっちゃん。ボーカル）

1979年12月18日生まれ、京都府出身、身長156cm、体重・39kg、血液型・O型
- まこと（愛称：まこっちゃん。ドラム）

1968年12月31日生まれ、大阪府出身、身長165cm、体重・53kg、血液型・A型
- たいせー（現：たいせい、愛称：たいせーくん。キーボード）

1969年11月29日生まれ、大阪府出身、身長180cm、体重・57kg、血液型・B型

## タイアップ一覧
| 使用年 | 曲名       | タイアップ                                                     |
| ------ | ---------- | -------------------------------------------------------------- |
| 1999年 | エゴイズム | 中京テレビ・日本テレビ系『ピンクパパラッチ』エンディングテーマ |
| 1999年 | エゴイズム | テレビ東京系『禁断のハワイ』内ドラマ『Boy meets Girls』主題歌  |
| 1999年 | Yours      | 東映ビデオ製作OVA『学校がこわい!』エンディングテーマ           |

## 出演番組

### ラジオ
- クラクラcloud （1999年4月 - 2000年3月、JFN系FM全国10局ネット） レギュラー番組